# 豊田村 (新潟県)
豊田村（とよだむら）は、かつて新潟県刈羽郡にあった村。

## 沿革
- 1889年（明治22年）4月1日 - 町村制施行に伴い刈羽郡横山村、下方村、上方村、藤橋村、堀村、南下村が合併し、豊田村が発足。
- 1901年（明治34年）11月1日 - 刈羽郡日高村と合併し、高田村となり消滅。